# Classe Bereza
 (décembre 2018).
Si vous disposez d'ouvrages ou d'articles de référence ou si vous connaissez des sites web de qualité traitant du thème abordé ici, merci de compléter l'article en donnant les références utiles à sa vérifiabilité et en les liant à la section « Notes et références ».

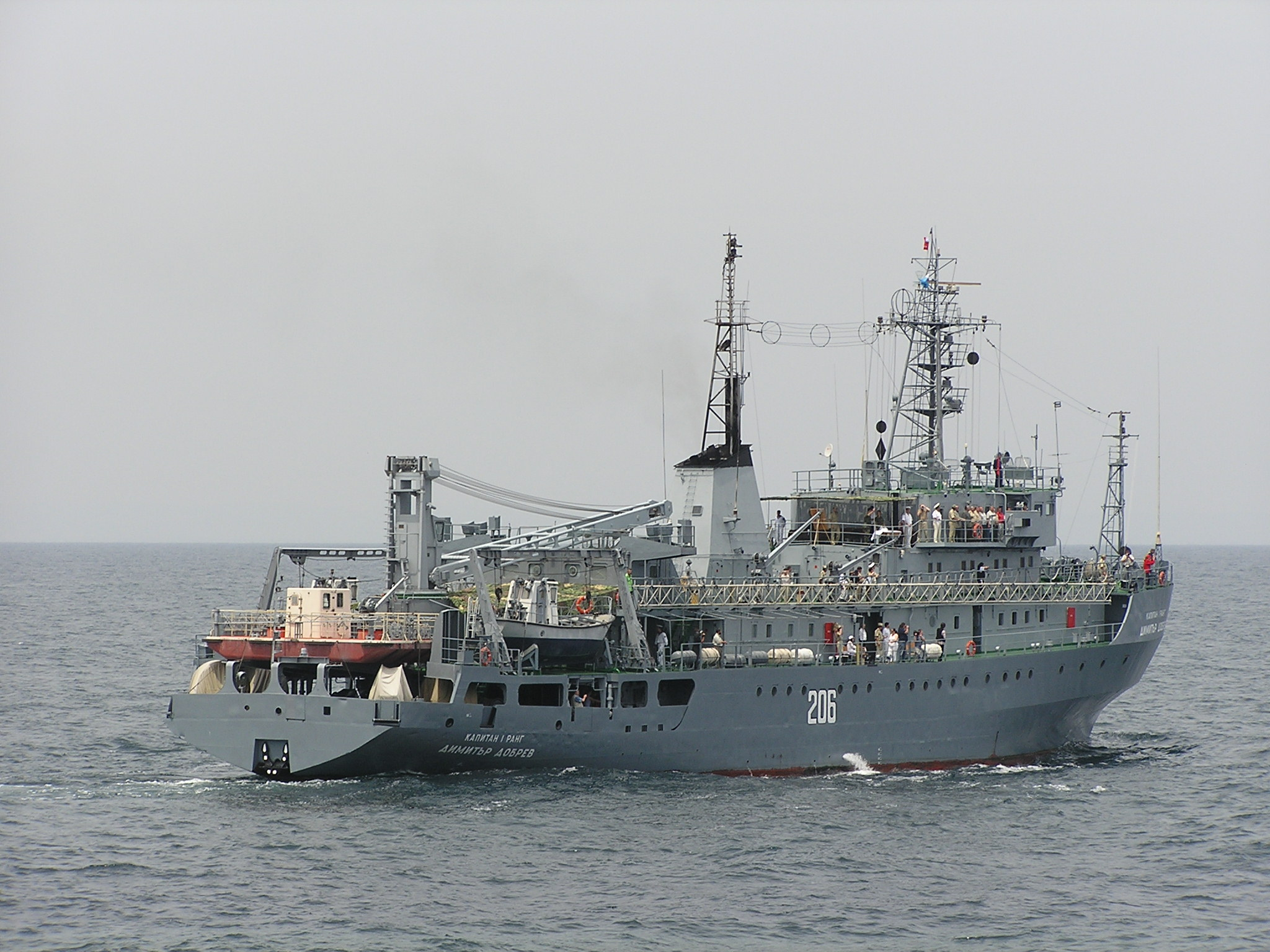

Classe Bereza est le nom d'une classe de navires de démagnétisation de la marine russe.

## Description
Le Bereza constitue une évolution de la classe Pelym. 
Ces navires sont entrés en service entre 1985 et 1990 et ont été construits en 17 exemplaires.
Flotte du Nord:
- SR 74
- SR 216
- SR 478
- SR 548
- SR 569
- SR 938

Flotte de la Baltique:
- SR 28
- SR 120
- SR 245
- SR 479
- SR 570
- SR 936

Flotte de la Mer Noire:
- SR 137
- SR 541
- SR 939

Flottille de la Caspienne:
- SR 933